# Axford Farmhouse
Axford Farmhouse  è una casa di campagna e fattoria legata al vicino priorato nel villaggio di Axford nella parrocchia civile di Ramsbury nella contea del Wiltshire nel Sud Ovest dell'Inghilterra, Regno Unito. L'edificio è stato edificato nel XVII secolo ed è considerato dall'English Heritage un monumento classificato di prima categoria per il suo particolare interesse storico e architettonico.

## Storia
Il piccolo villaggio di Axford era il più occidentale della parrocchia di Ramsbury. Le decime locali includevano la casa padronale e la fattoria del maniero di Axford, Axford Farm. Non sono sicure le informazioni sul maniero ma si sa che le decime includevano anche i terreni lì presenti, con la fattoria. Nel XVII secolo sul sito fu edificata una grande casa, presumibilmente per Sir Gabriel Pile, poco dopo il 1601. La casa, chiamata Axford House nel 1701, nel 1707 fu considerata troppo grande per la tenuta e bisognosa di restauri. Ne venne decisa la sua demolizione dopo la vendita realizzata nel 1744. Da allora in poi i contadini vissero nella vicina casa dei London, Axford Farm, come probabilmente avevano fatto fin dall'inizio del XV secolo. Il sito di Axford Farm, dove visse nel 1981 Lady Burdett-Fisher, potrebbe essere stato circondato da un fossato. Nel corpo principale della casa fu integrata una cappella del XIV secolo. Un'ala nord fu aggiunta nel 1660 e l'interno del corpo della struttura è stato frequentemente modificato.

## Descrizione
L'English Heritage ha inserito dal 22 agosto 1966 Axford Farmhouse tra gli edifici storici come monumento classificato di prima categoria col numero 1300471. 

### Esterni
Il maniero si trova nel villaggio di Axford circa a metà strada in direzione dell'abitato di Ramsbury nella contea del Wiltshire nel Sud Ovest dell'Inghilterra, Regno Unito. Posto a breve distanza da Ramsbury Manor la sua struttura è in mattoni e selce, con un caratteritico tetto in ardesia. La pianta comprende il corpo principale e l'ala secondaria, oltre alla cappella di origine medievale. L'edificio è esteso orizzontalmente e comprende un accesso con camera riscaldata a sinistra che incorpora un ingresso medievale aperto. L'ala sud, con 2 campate, in parte viene utilizzato come cucina e l'incisione sul timpano riporta la data 1660. Quest'ala è stata ripristinata nel XIX secolo con alcune modifiche. La porta a 6 pannelli e le varie finestre sono in legno. A sud il portico a timpano è del XIX secolo. Vi sono tre camini, due con le iniziali E.P., parzialmente ricostruiti nel XIX secolo con fusti in mattoni diagonali. Alle estremità la copertura del tetto è a padiglione. La cappella annessa nella parte est e della fine XIII secolo, è in selce intonacata con conci bugnati e tetto in tegole. Ha tre campate. La porta a sud è arricchita da capitelli a campana e semplice rosone a chiglia con modanatura a cappuccio. A est della porta vi sono due finestre con traforo a "Y" in due ordini smussati. La campata a ovest della porta ha una finestra a testa quadrata bloccata. Della cappella originale rimangono solo i muri nord e sud e il tetto, mentre il muro est è stato ricostruito in mattoni moderni. La cappella ha grande rilevanza storica.

### Interni
L'interno della casa presenta una capriata centrale sopra l'ex sala con campata completa annerita dal fumo a est e mezza campata a destra con rifinitore per persiana. Il collare presenta rinforzi a ginocchio e montanti inclinati, la lama e i rinforzi presentano tre smussi cavi. Cappella annessa al timpano est di una fattoria, fine XIII secolo. In selce intonacata con conci bugnati e tetto in tegole. L'interno della cappella conserva una bella acquasantiera con mensola a credenza, il tutto sotto una testa pentalobata. La vasca è sostenuta da una colonna non incorporata nel muro.